# Обидимо (село)
Обидимо — село в Тульской области России. 
В рамках организации местного самоуправления входит в городской округ город Тула, в рамках административно-территориального устройства — в Варфоломеевский сельский округ Ленинского района Тульской области.

## География
Расположено в 18 км к северо-западу от областного центра, города Тула (по прямой от Тульского кремля). В 1,5 км к западу проходит автомобильная трасса M2 «Крым» (западная объездная её ветка).
На севере село примыкает к посёлку Обидимо. В 4 км к востоку в посёлке Ленинский находится железнодорожная станция Обидимо.

## История
Первые упоминания о селе Обидимо были еще в 1703 году, тогда еще в Тульской губернии. В XIX веке в селе было развито производство изделий из дерева: саней, дуг для упряжки, деревянной посуды. В селе Обидимо долгое время находилось поместье древнего рода дворян Хомяковых. На территории усадьбы А. С. Хомяковым были разбиты фруктовые сады: Верхний и Нижний; посажены аллеи из ив, лип, дубов, устроены цветники.
До 1990-х гг. село входило в Варфоломеевский сельсовет. В 1997 году стало частью Варфоломеевского сельского округа Ленинского района Тульской области. 
В рамках организации местного самоуправления с 2006 до 2014 гг. включалось в Обидимское сельское поселение Ленинского района, с 2015 года входит в Зареченский территориальный округ в составе городского округа город Тула.

## Население
| 2002 | 2010 |
| ---- | ---- |
| 127  | ↗128 |

## Церковь Рождества Богородицы
Каменная церковь Рождества Богородицы в селе Обидимо — памятник древнерусской архитектуры. По своему подтипу относится к храмам, у которых на нижнем четверике поставлен восьмерик с куполом и одной главкой. Прямоугольный в плане храм окружен круглой галереей, в которую вписан главный алтарь и кованные входные придворы. Шатровая колокольня находится с запада храма. Круглая галерея, скорее всего поставлена на развалинах более древнего храма — ротонды диаметром около 21 м. Кладка стен весьма своеобразна.если смотреть на первоначальную конструкцию, церковь была шатровым храмом. По исследованиям некоторых ученых, обидимская церковь представляет собой памятник 1-й пол. XVI века Малицкий П. И. в 1895 году писал: «Когда и кем построен храм в селе Обидиме, неизвестно: можно только по его архитектурному стилю догадываться, что он построен в конце XVI или в начале XVII столетий… По местному преданию, строителем храма был один из начальников сторожевого отряда, квартировавшего около села Обидимо. Храм существует в своем первоначальном виде и доселе». Кирпич основной кладки схож с кирпичом тульского кремля и имеет общие с ним размеры. 2 августа 2019 года была установлена зона охраны объекта культурного наследия регионального значения «Бывшая Богородицко-Рождественская церковь, конец XVII — начало XVIII в.», расположенного по адресу: Тульская область, Ленинский район, село Обидимо.

## Экономика
В селе находится завод «ХЕСС  — Тула», который занимается производством и поставками вибропрессованного оборудования.